# Ithomiini
Tribu
Les Ithomiini  forment une  tribu de lépidoptères (papillons) appartenant à la famille des Nymphalidae, sous-famille des Danainae.

## Dénomination
- La tribu Ithomiini  a été décrite par les naturalistes britanniques Frederick DuCane Godman et Osbert Salvin en 1879.

## Taxinomie

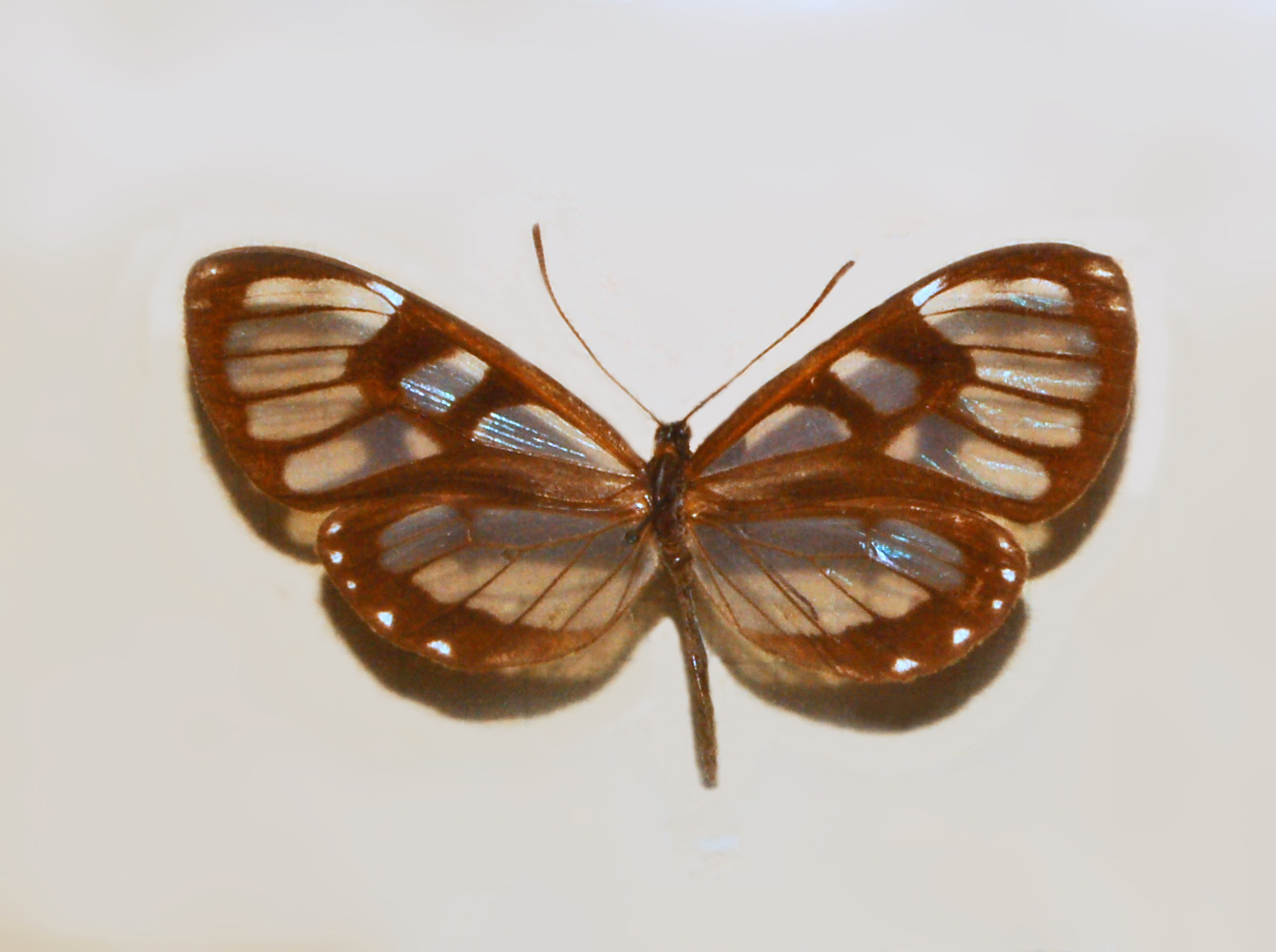
Ithomia avella

Liste des sous-tribus et des genres
- Sous-tribu des Dircennina

Callithomia (Bates, 1862)
Ceratinia (Hübner, 1816)
Dircenna (Doubleday, 1847)
Episcada (Godman et Salvin, 1879)
Haenschia (Lamas, 2004)
Hyalenna (Forbes, 1942)
Pteronymia (Butler et Druce, 1872)

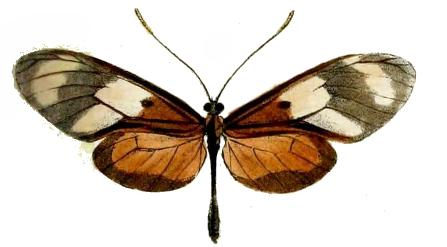
Callithomia lenea
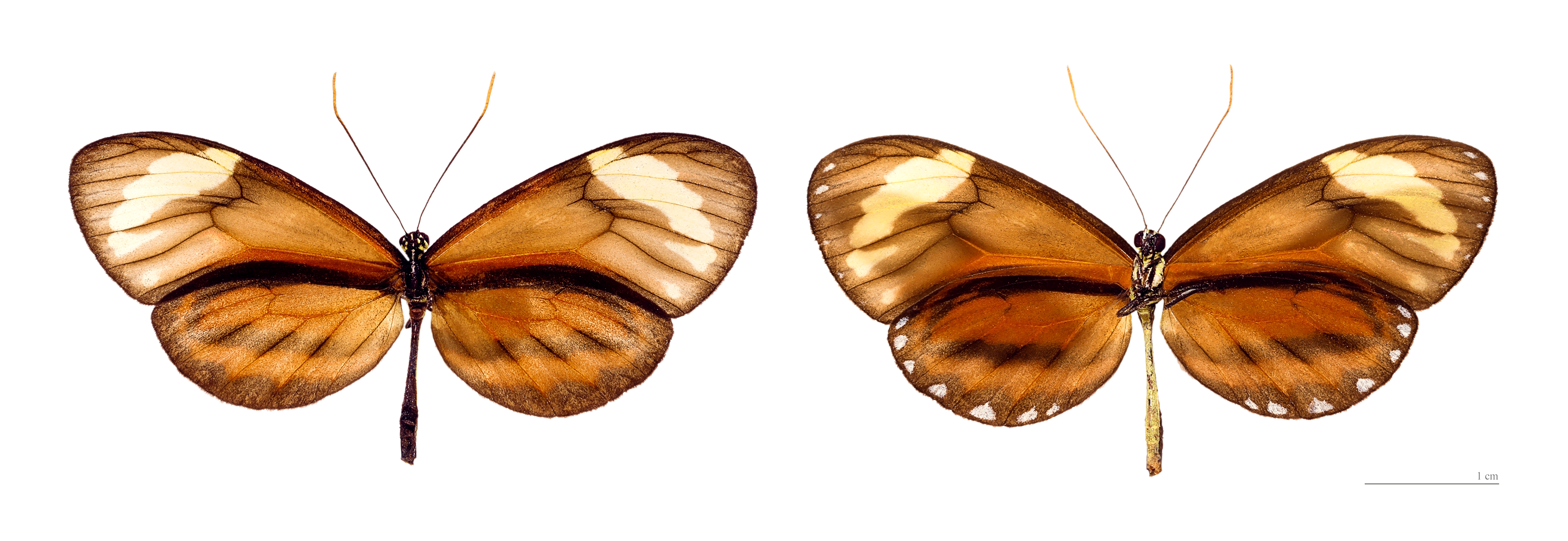
Ceratinia neso
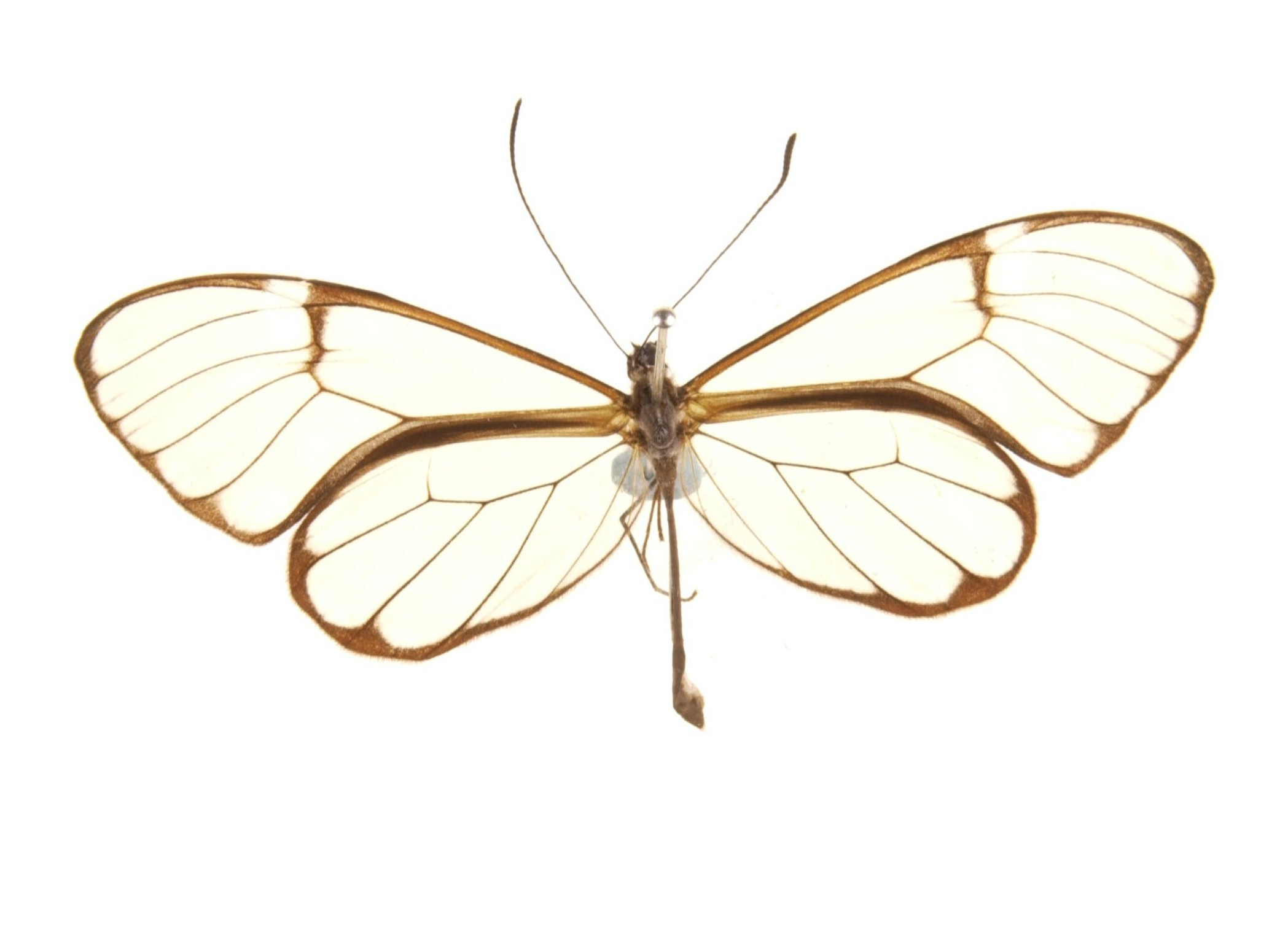
Episcada apuleia

- Sous-tribu des Godyridina

Brevioleria (Lamas, 2004)
Godyris (Boisduval, 1870)
Greta (Hemming, 1934)
Heterosais (Godman et Salvin, 1880)
Hypoleria (Godman et Salvin, 1879)
Mcclungia (Fox, 1940)
Placidula (d'Almeida, 1922)
Pseudoscada (Godman et Salvin, 1879)
Veladyris (Fox, 1945)
Velamysta (Haensch, 1909)

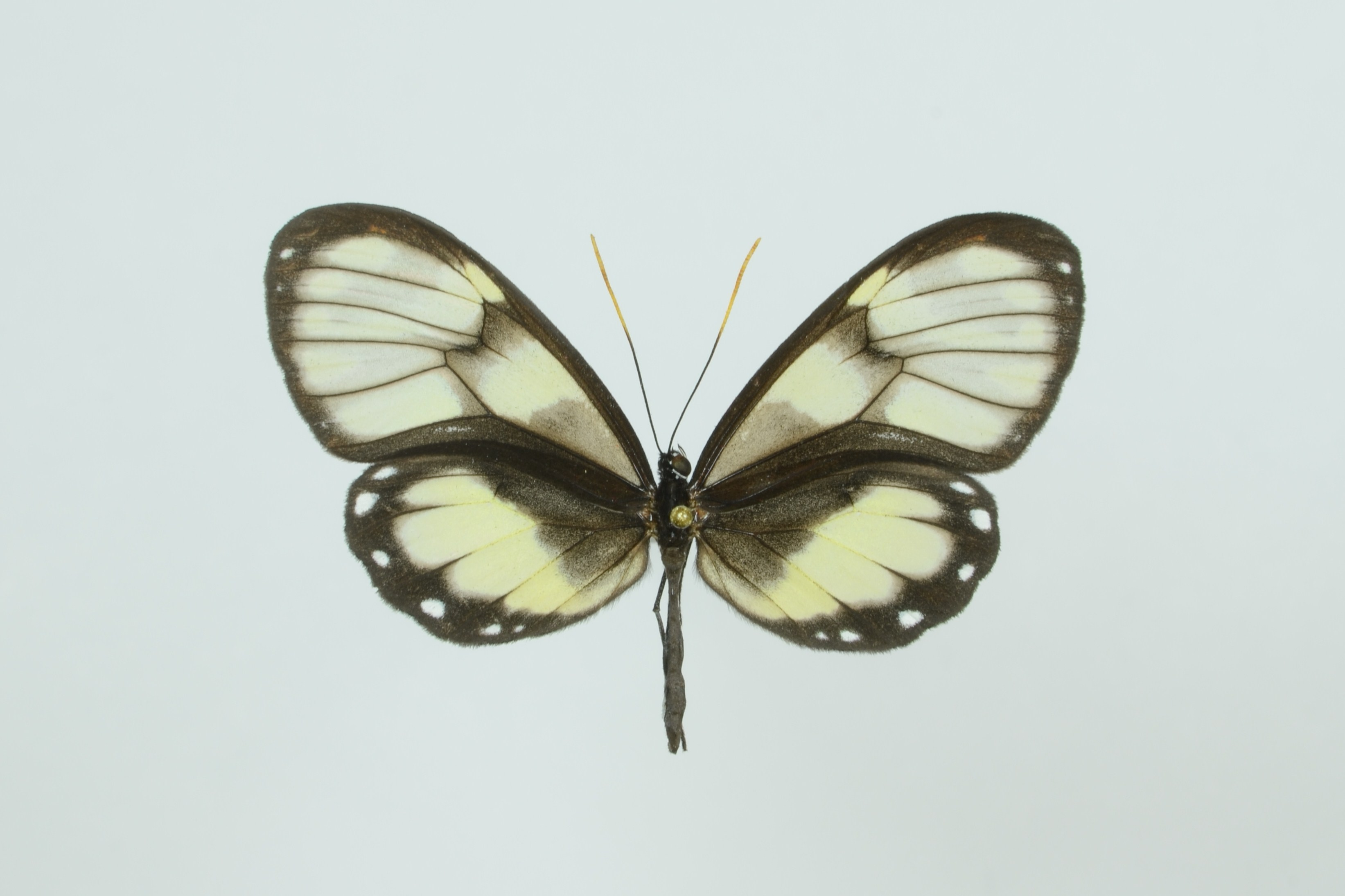
Godyris zavaleta
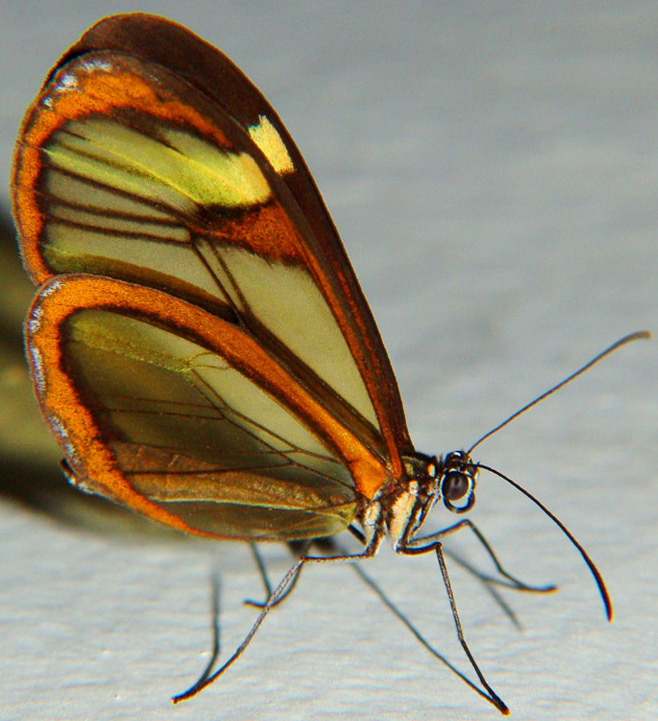
Greta oto

- Sous-tribu des Ithomiina

Ithomia (Hübner, 1816)
Pagyris (Boisduval, 1870)
- Ithomia avella

- Sous-tribu des Mechanitina

Forbestra (Fox, 1967)
Mechanitis (Fabricius, 1807)
Methona (Doubleday, 1847)
Paititia (Lamas, 1979)
Sais (Hübner, 1816)
Scada (Kirby, 1871)
Thyridia (Hübner, 1816)

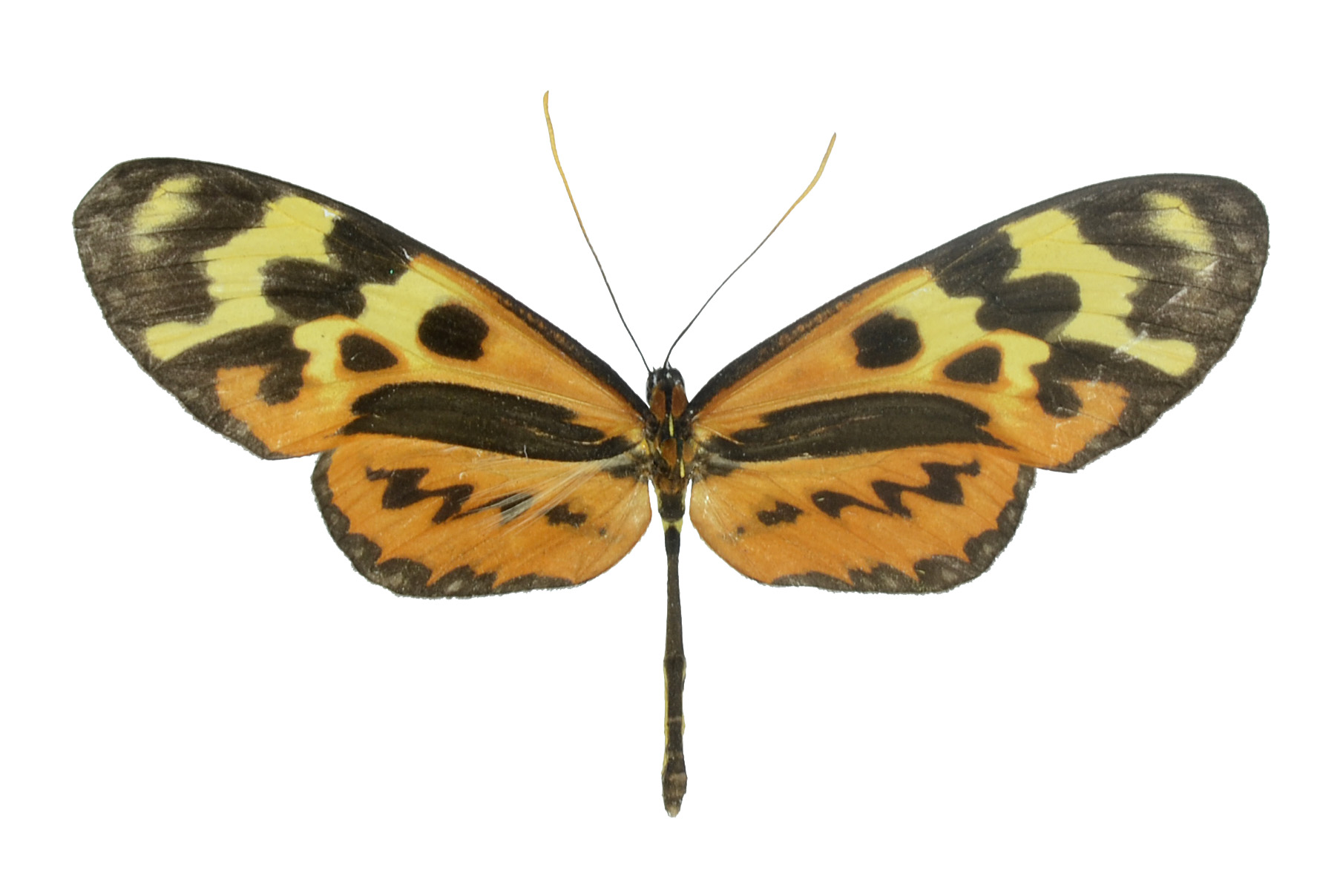
Forbestra olivencia
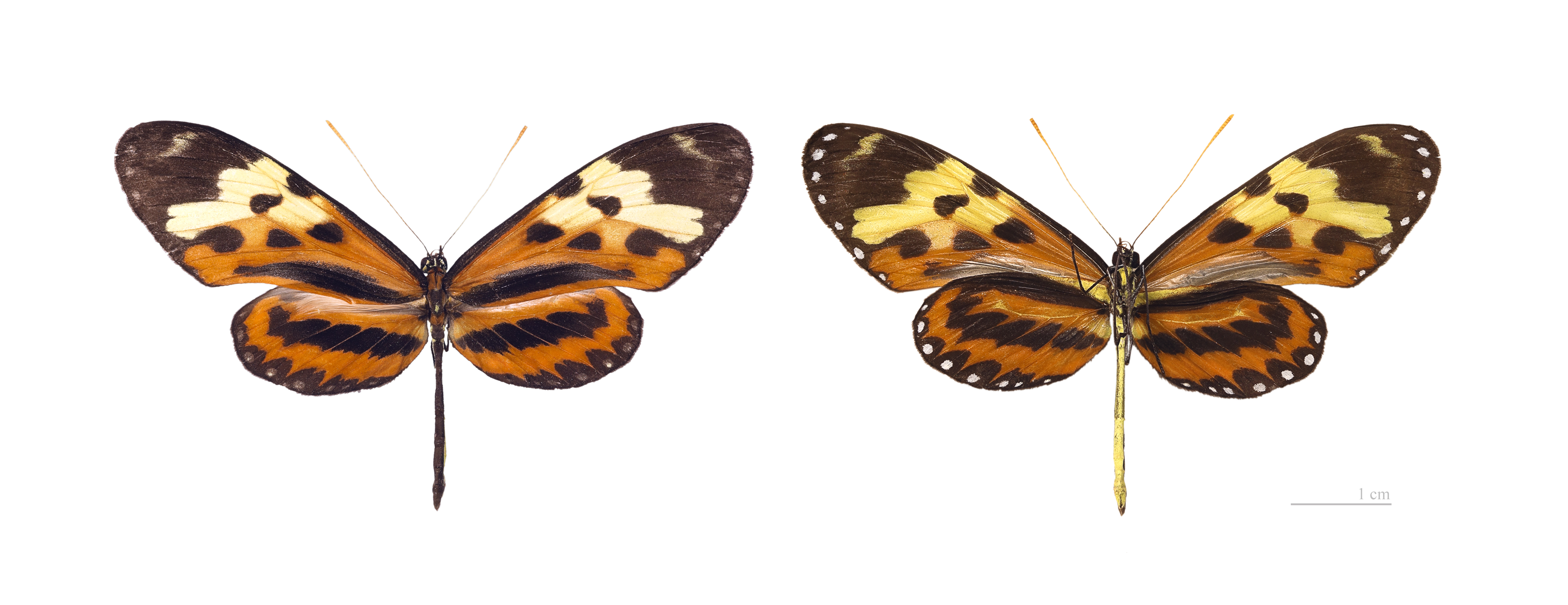
Mechanitis polymnia

- Sous-tribu des Melinaeina

Athesis (Doubleday, 1847)
Athyrtis (C. et R. Felder, 1862)
Eutresis (Doubleday, 1847)
Melinaea (Hübner, 1816)
Olyras (Doubleday, 1847)
Patricia (Fox, 1940)

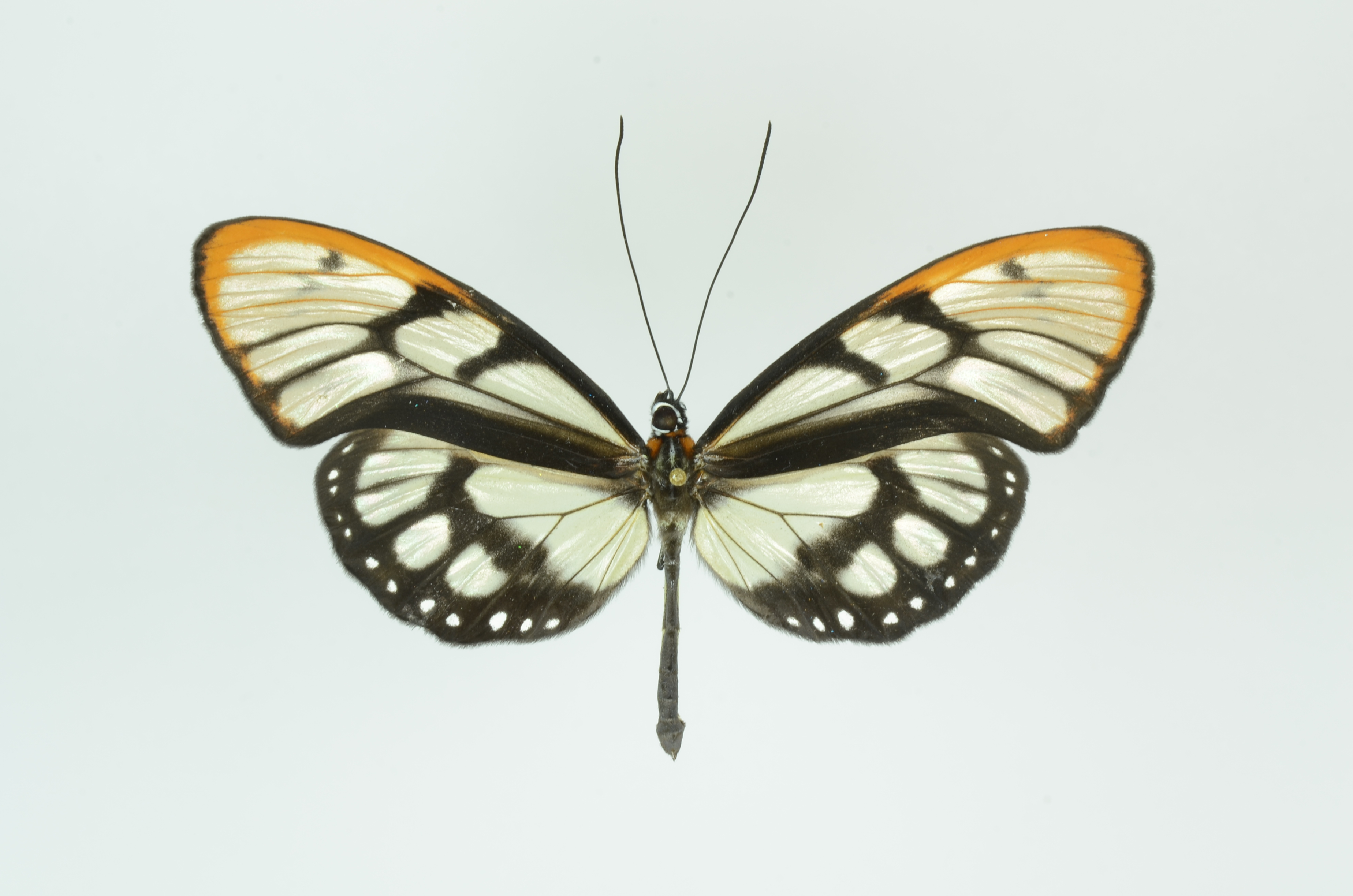
Athesis acrisione
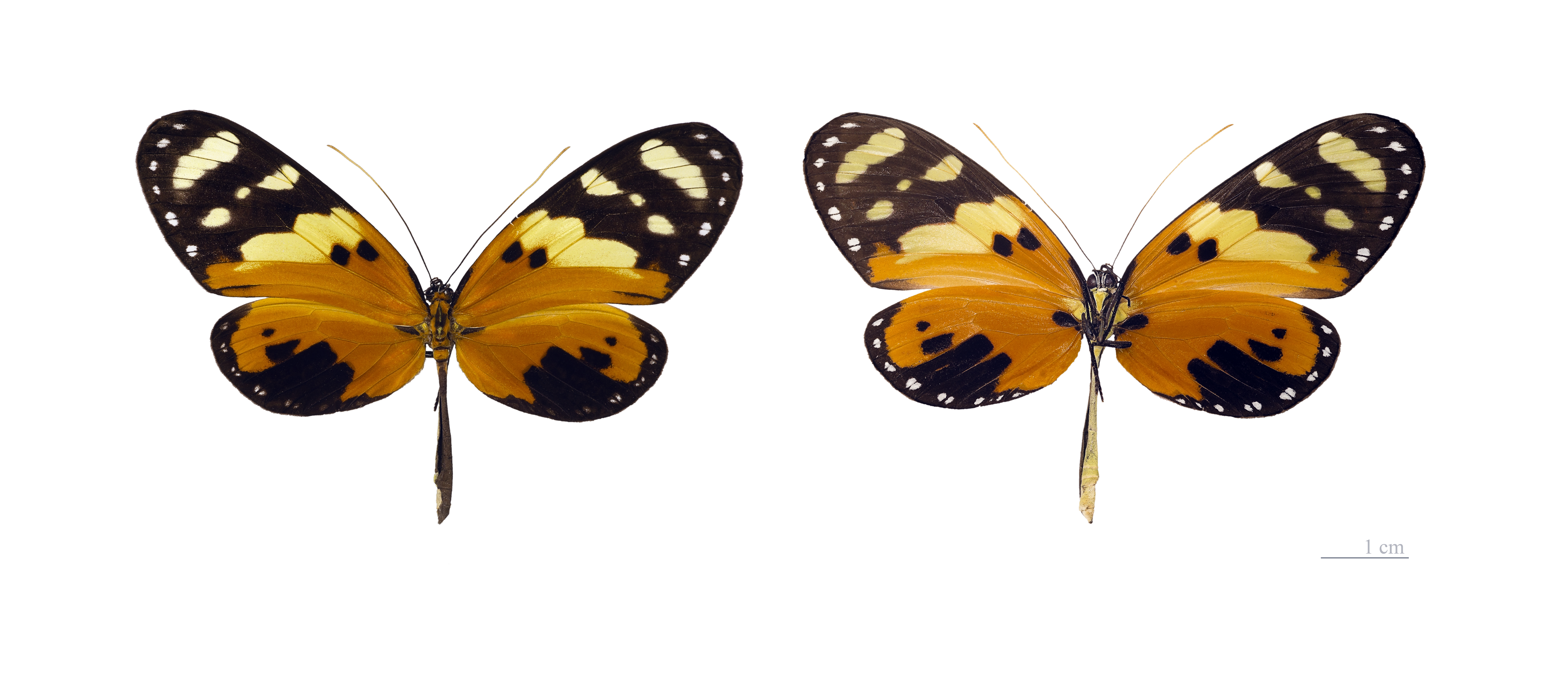
Melinaea ludovica

- Sous-tribu des Napeogenina

Aremfoxia (Real, 1971)
Epityches (d'Almeida, 1938)
Hyalyris (Boisduval, 1870)
Hypothyris (Hübner, 1821)
Napeogenes (Bates, 1862)

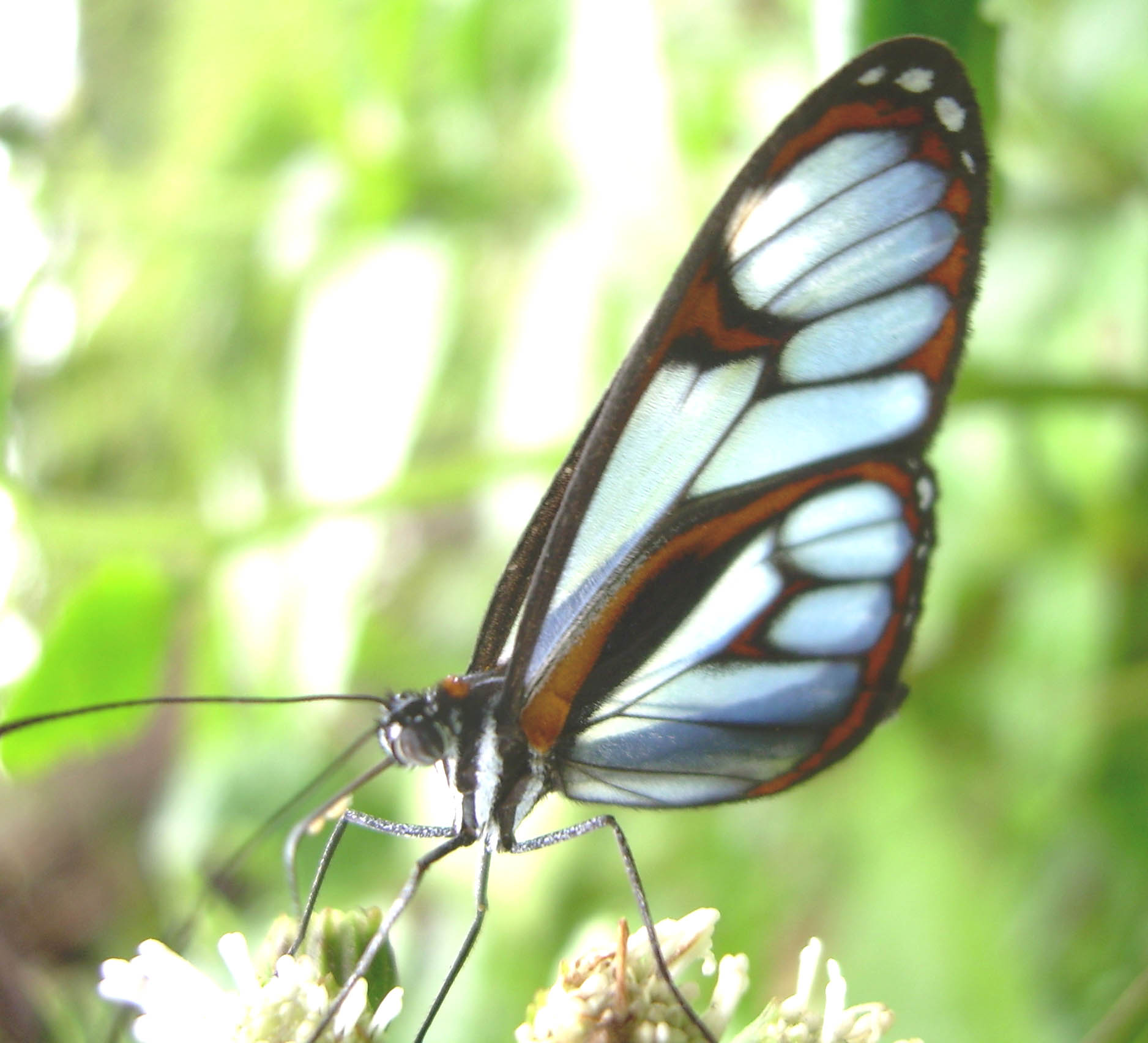
Aremfoxia ferra
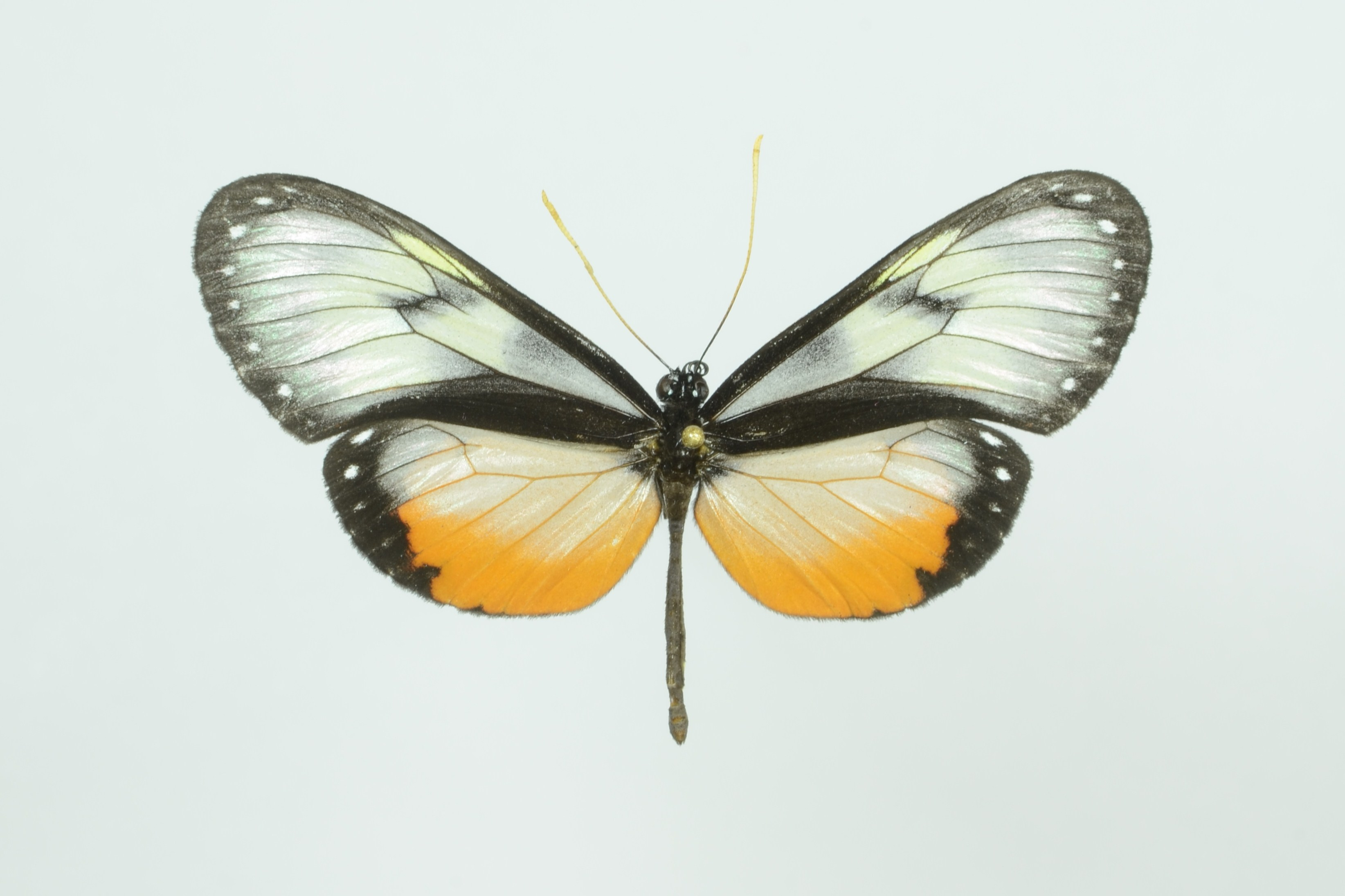
Hyalyris coeno
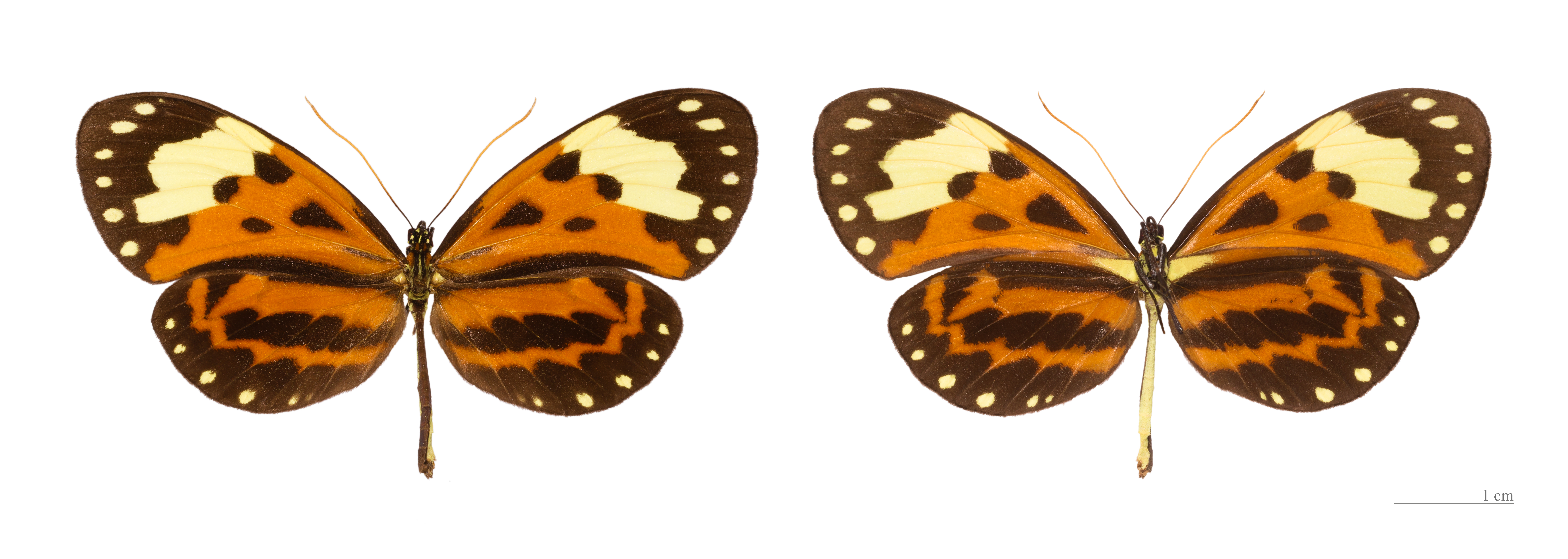
Hypothyris ninonia
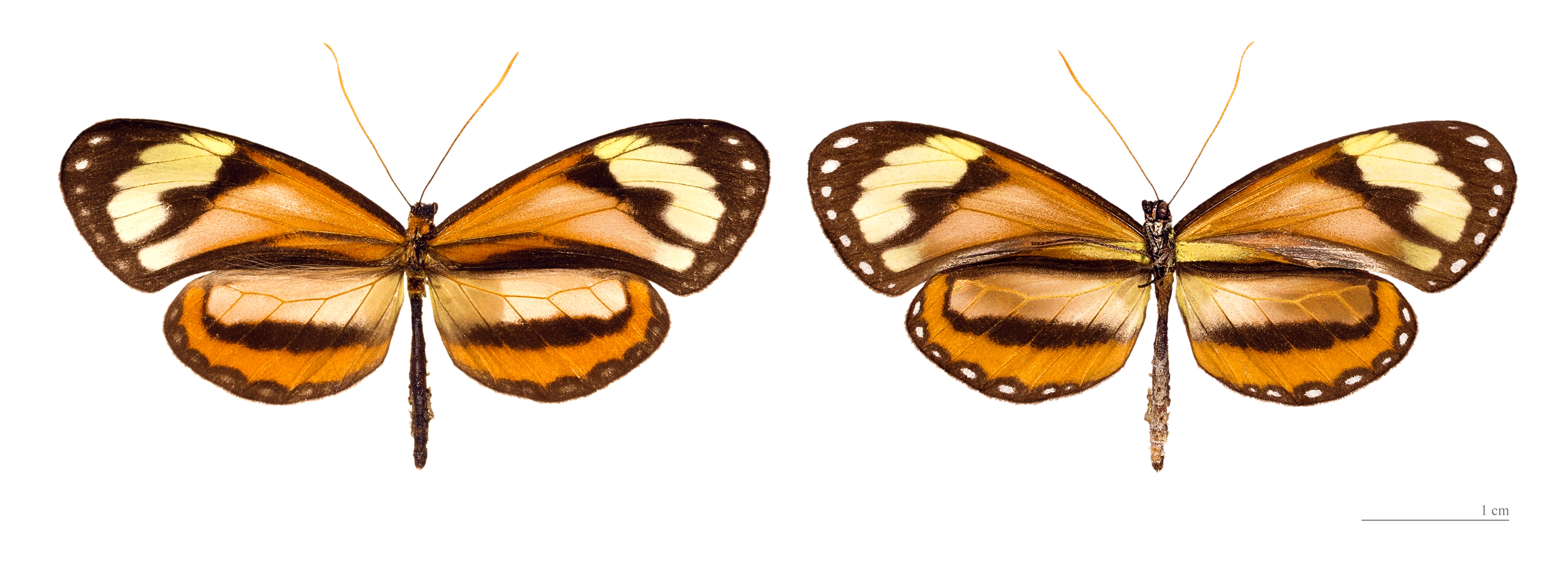
Napeogenes rhezia

- Sous-tribu des Oleriina

Hyposcada (Godman et Salvin, 1879)
Megoleria (Constantino, 1999)
Oleria (Hübner, 1816)

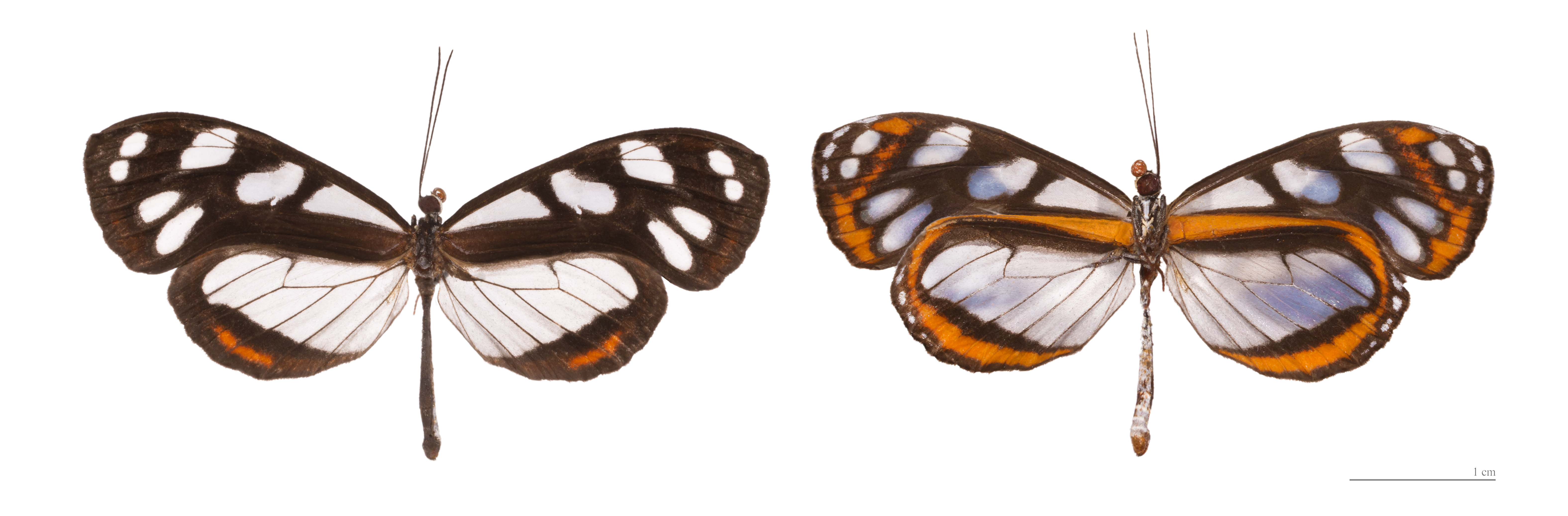
Hyposcada illinissa
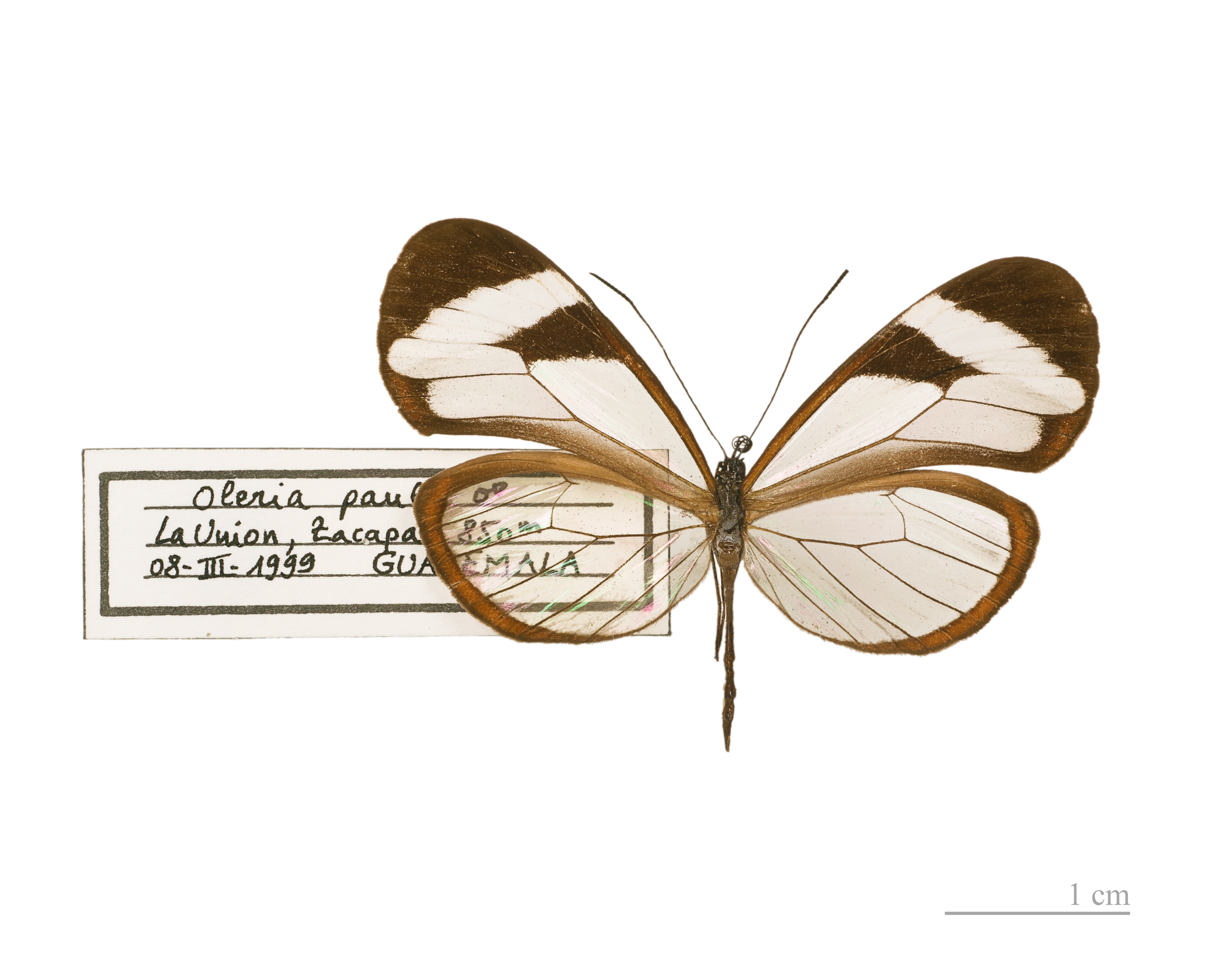
Oleria paula

- Sous-tribu des Tithoreina.

Aeria (Hübner, 1816)
Elzunia (Bryk, 1937)
Tithorea (Doubleday, 1847)

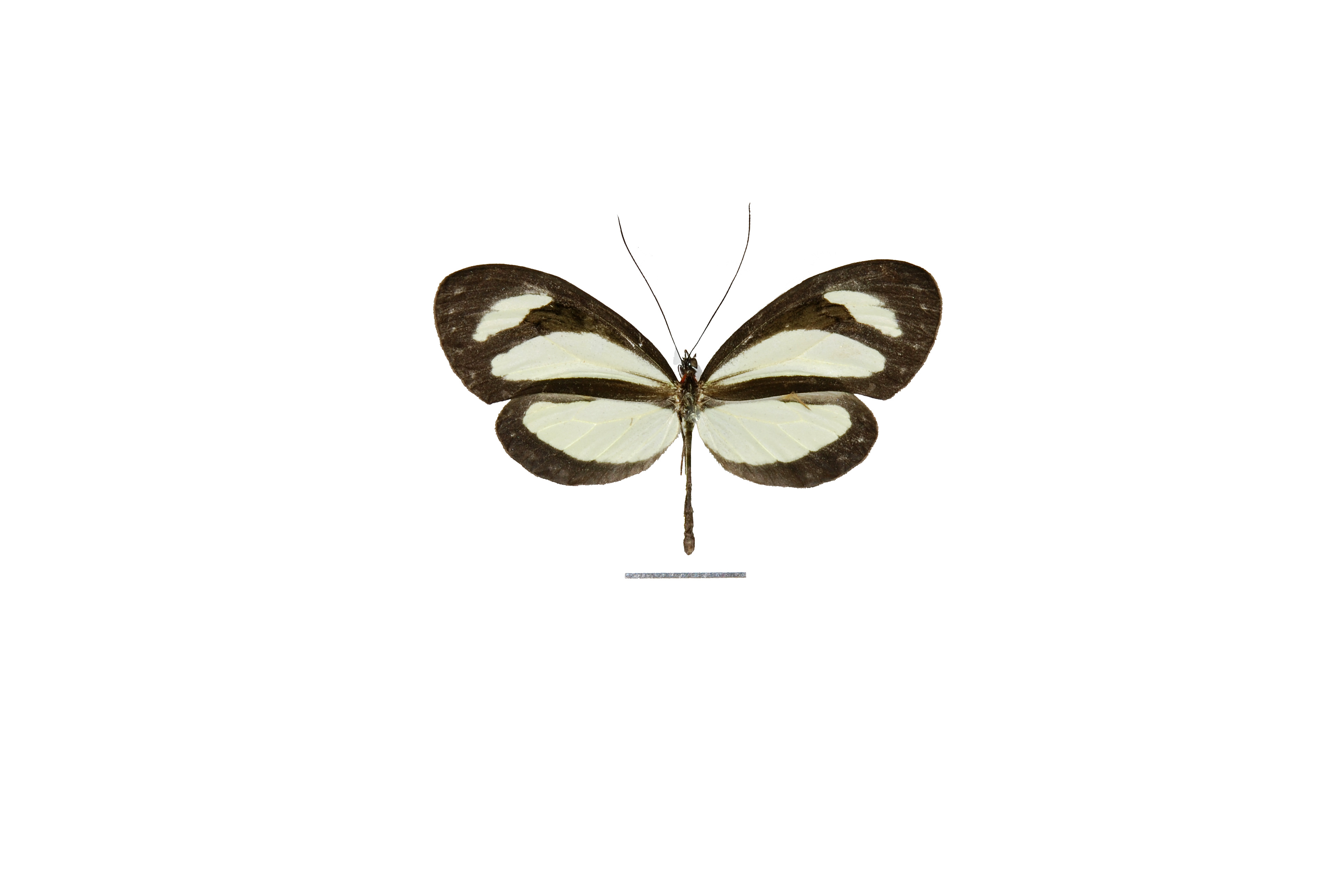
Aeria eurimedia
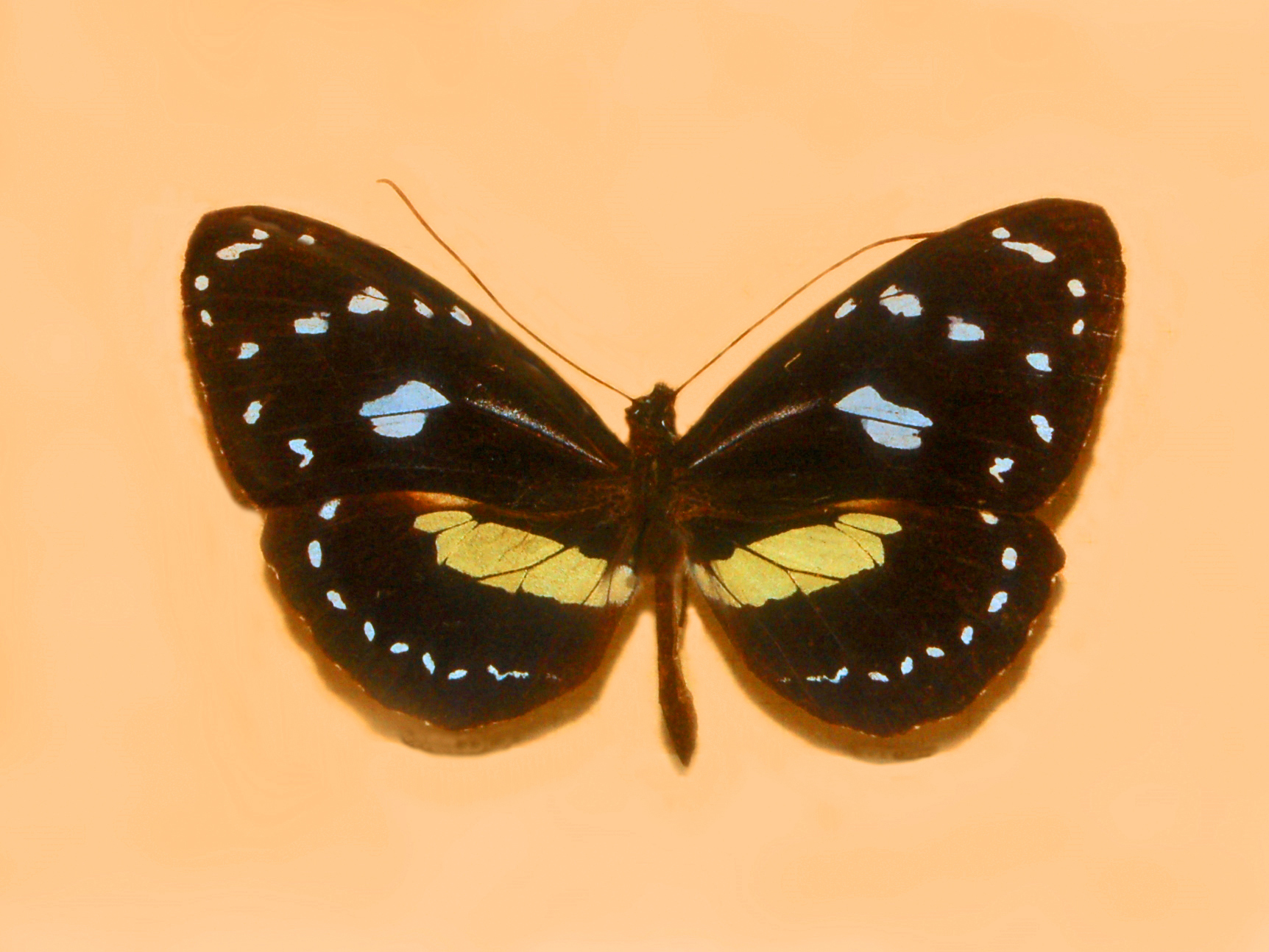
Elzunia humboldt
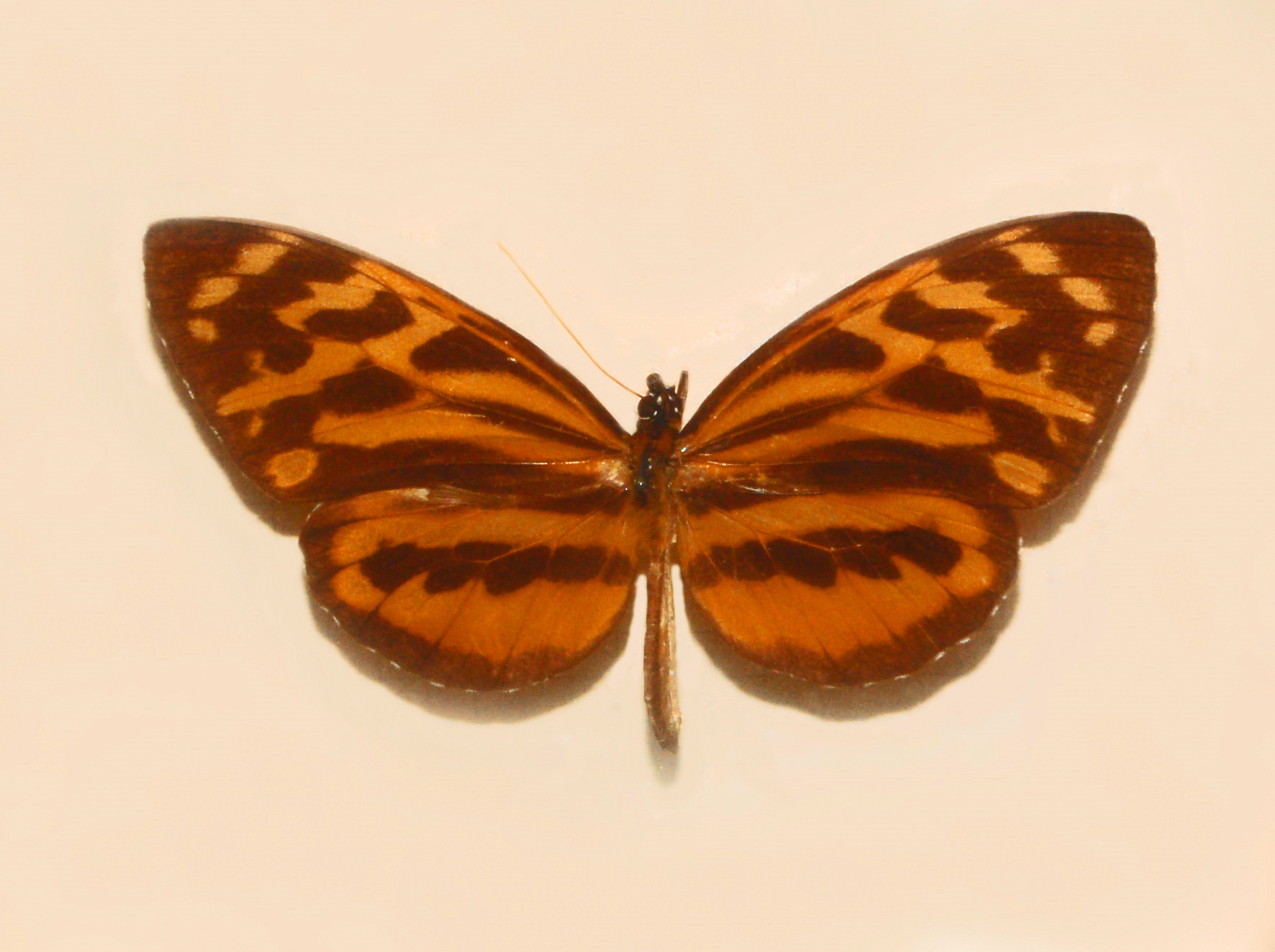
Tithorea harmonia